# Heaven for Everyone
〈Heaven for Everyone〉은 로저 테일러가 쓴 곡이다. 이 곡은 프레디 머큐리가 게스트 보컬리스트로 활약하고 있는 더 크로스의 음반 《Shove It》에 처음 등장했으며 이 음반은 네 번째 곡이다. 이 곡은 퀸의 음악으로 재작업되었고 1995년 음반 《Made in Heaven》에 나왔는데, 이 음반에서는 일곱 번째 곡이었고 첫 번째 곡으로 발매되었다. 그 노래는 영국 싱글 차트에서 2위에 올랐다. 이 뮤직 비디오에는 조르주 멜리에스의 1902년 무성 영화 《달세계 여행》의 장면이 담겨 있다.

## 인증
| 국가                                                  | 인증 | 판매량/출하량 |
| ----------------------------------------------------- | ---- | ------------- |
| 프랑스 (SNEP)                                         | 골드 | 250,000*      |
| 영국 (BPI)                                            | 실버 | 200,000^      |
| *판매량을 기반으로 한 인증 ^출하량을 기반으로 한 인증 |      |               |